# Digora
Digora (Russisch: Дигора; Ossetisch: Дигорæ) is een stad in de Russische autonome republiek Noord-Ossetië. De stad ligt op de oever van de rivier de Oeredon in het stroomgebied van de Terek (rivier), 49 km ten noordwesten van Vladikavkaz.
De stad is gesticht in 1852 als Aoel Volno-Christianovski (Во́льно-Христиа́новский), werd later hernoemd naar Novochristianovskoje (Новохристиа́новское) en naar Christianovskoje (Христиа́новское). De naam Digora werd verkregen in 1934, de stadsstatus in 1964.
| 1939  | 1959  | 1970   | 1979   | 1989   | 2002   |
| ----- | ----- | ------ | ------ | ------ | ------ |
| 9.700 | 8.400 | 10.600 | 10.600 | 10.875 | 11.819 |

Bestuurlijk centrum: Vladikavkaz

Steden: Alagir · Ardon · Beslan · Digora · Mozdok

Districten: Alagirski · Ardonski · Digorski · Irafski · Kirovski · Mozdokski · Pravoberezjni · Prigorodni